# Górna Parana
Górna Parana (hiszp. Alto Paraná) – jeden z departamentów Paragwaju. Stolicą jest Ciudad del Este (dawniej nazywane Ciudad Presidente Stroessner). Sąsiaduje z 4 departamentami: Itapúa na południu, Caaguazú i Caazapá na zachodzie oraz Canindeyú na północy. Dodatkowo graniczy od północnego wschodu z Brazylią (stan Parana). Na południowym wschodzie graniczy natomiast z Argentyną (prowincja Misiones).
W ciągu ostatnich 50 lat nastąpił duży wzrost liczby ludności. Większa część tego wzrostu skupiła się na stolicy Ciudad del Este. Znaczna część ludzi to pracownicy budujący Most Przyjaźni łączący  Paragwaj z Brazylią, ukończony w 1965 roku. W departamencie tym znajduje się elektrownia wodna Itaipu, produkująca 95% energii elektrycznej Paragwaju oraz 30% energii dla Brazylii.
Pierwszym miastem założonym w Górnej Paranie było miasto Presidente Franco. Najważniejsze gospodarstwa rolne skupione są w Minga Guazú. Znajduje się tam także port lotniczy Guaraní International Airport.

## Dystrykty
Górna Parana dzieli się na 19 dystryktów:
1. Ciudad del Este
2. Doctor Juan León Mallorquín
3. Domingo Martínez de Irala
4. Hernandaríaz
5. Iruña
6. Itakyry
7. Juan Emilio O'Leary
8. Los Cedrales
9. Mbaracayú
10. Minga Guazú
11. Minga Porá
12. Ñacunday
13. Naranjal
14. Presidente Franco
15. San Alberto
16. San Cristóbal
17. Santa Rita
18. Santa Rosa del Monday
19. Yguazú